# Коченево
Кочене́во, Коченьо́во (рос. Коченёво) — селище міського типу, адміністративний центр Коченевського району Новосибірської області.
Утворює муніципальне утворення робітниче селище Коченево зі статусом міського поселення як єдиний населений пункт в його складі.
Коченево знаходиться в 50 км на захід від Новосибірська. Поруч із селищем пролягає автомобільна дорога федерального значення М51 «Байкал». Також через Коченево проходить Транссибірська магістраль, на якій розташовується залізнична станція.
Населення — 16 956 осіб (2017). Третій за населенням з селищ міського типу Новосибірської області після Краснообська (23 768) і Линьово (18 468).

## Населення
| 1959    | 1970    | 1979    | 1989    | 2002    | 2007    | 2009    |
| ------- | ------- | ------- | ------- | ------- | ------- | ------- |
| 9419    | ↗12 058 | ↗13 079 | ↗15 048 | ↗16 510 | ↘16 352 | ↗16 583 |
| 2010    | 2012    | 2013    | 2014    | 2015    | 2016    | 2017    |
| ↘16 374 | ↗16 442 | ↗16 558 | ↘16 498 | ↗16 580 | ↗16 768 | ↗16 956 |